# Nikołaj Fiodorow (wojskowy)
Nikołaj Pietrowicz Fiodorow, ros. Николай Петрович Фёдоров (ur. 2 czerwca?/15 czerwca 1915 w Kajwaksie, zm. 17 kwietnia 1944 w Wojsławicach) – oficer GRU Armii Czerwonej w stopniu majora, dowódca partyzantki sowieckiej, Bohater Związku Radzieckiego.

## Życiorys
Pochodził z rosyjskiej rodziny chłopskiej. Ukończył siedem klas szkoły podstawowej, po czym od 1933 służył w Armii Czerwonej. Trzy lata później ukończył Leningradzką Szkołę Artylerii. Dowodził kolejno plutonem i baterią, następnie został pomocnikiem szefa sztabu 181 pułku artylerii stacjonującego w Chabarowsku. W 1938 wstąpił do WKP (b). W 1940 rozpoczął studia w Akademii Wojskowego im. Frunzego.
W II wojnie światowej walczył w bitwie o Moskwę. Był zastępcą szefa wywiadu wojskowego 5 armii Frontu Zachodniego. Od grudnia 1942 pozostawał do dyspozycji Głównego Zarządu Wywiadowczego Sztabu Generalnego Armii Czerwonej. Od marca 1943 był zastępcą dowódcy oddziału D. Kiejmacha, działającego na okupowanej przez Niemców Białorusi. Brał udział w przygotowywaniu udanego zamachu na gauleitera Okręgu Generalnego „Białoruś” Wilhelma Kubego we wrześniu 1943, za co został odznaczony orderem Lenina.
Od stycznia 1944 dowodził oddziałem partyzanckim działającym na zachodnim Wołyniu i na Chełmszczyźnie. Zginął 17 stycznia 1944 w bitwie pod Wojsławicami. Został pochowany na cmentarzu wojskowym w Chełmie.
Tytuł Bohatera Związku Radzieckiego otrzymał pośmiertnie decyzją Prezydium Rady Najwyższej ZSRR 21 listopada 1944. Otrzymał również order Czerwonej Gwiazdy.